# Polygala longipes
Polygala longipes là một loài thực vật có hoa trong họ Polygalaceae. Loài này được Blake miêu tả khoa học đầu tiên năm 1916.